# Epsilon Centauri
Epsilon Centauri (ε Centauri, förkortat Epsilon Cen, ε Cen) som är stjärnans Bayerbeteckning, är en ensam stjärna  belägen i den mellersta delen av stjärnbilden Kentauren. Den har en genomsnittlig skenbar magnitud på 2,30 och är synlig för blotta ögat. Baserat på parallaxmätning inom Hipparcosuppdraget på ca 7,6 mas, beräknas den befinna sig på ett avstånd på ca 430 ljusår (ca 131 parsek) från solen.

## Egenskaper
Epsilon Centauri är en blå till vit jättestjärna av spektralklass B1 III. Den har en massa som är ca 11,6 gånger större än solens massa, en radie som är ca 6,5 gånger större än solens och utsänder från dess fotosfär ca 15 200 gånger mera energi än solen vid en effektiv temperatur på ca 24 000 K.
Epsilon Centauri klassificeras som en variabel stjärna av Beta Cephei-typ med en primär variationsperiod på 0,196961 dygn (4 timmar 4 minuter) och slutför 5,9 cykler per dygn. Under varje cykel varierar stjärnans ljusstyrka med skenbar magnitud från +2,29 till +2,31.